# Герб Башкирской АССР
Герб Башкирской АССР являлся государственным символом Башкирской АССР. Утвержден 4 июля 1981 года. Отменен Парламентом Республики Башкортостан 12 октября 1993 года.

## Описание
Государственным гербом Башкирской Автономной Советской Социалистической Республики в соответствии со статьей 157 Конституции Башкирской АССР 1978 года является Государственный герб РСФСР, представляющий собой изображение серпа и молота на красном фоне, в лучах солнца и в обрамлении колосьев, с надписью: «РСФСР» и «Пролетарии всех стран, соединяйтесь!» на русском и башкирском языках с добавлением под надписью «РСФСР» буквами меньшего размера надписи «Башкирская АССР» на русском и башкирском языках. В верхней части герба — пятиконечная звезда.
В цветном изображении Государственного герба Башкирской Автономной Советской Социалистической Республики серп и молот, солнце и колосья золотые; звезда красная, обрамленная золотой каймой.

## История
В 1925 ВЦИК утвердил Герб Башреспублики, представлявший собой Герб РСФСР с добавлением надписи “АБССР”. В Конституции, принятой 23 июня 1937 года X Чрезвычайным съездом Советов Башкирской АССР, приводится описание герба республики: к композиции герба РСФСР, которая представляет собой изображение золотых серпа и молота, помещенных крест-накрест, рукоятками книзу, на красном фоне в лучах солнца и в обрамлении колосьев, с надписью «РСФСР» и «Пролетарии всех стран, соединяйтесь!», добавляются следующие надписи; вверху под буквами «РСФСР» начертано буквами меньшего размера: «Башкирская АССР» — на русском и башкирском языках. Каждая надпись расположена отдельными полукруглыми строками. На банте ленты, перевязывающей концы колосьев хлеба, — девиз «Пролетарии всех стран, соединяйтесь!» также на русском и башкирском языках. Этот герб был утвержден 9 февраля 1938 года.
30 мая 1978 года герб Башкирской АССР частично был изменен. В верхней части герба появилась пятиконечная звезда. 

Особым Законом (от 13 октября 1990 года) предписывалось изменить в текстах всех законодательных актов,  название республики на Башкирская Советская Социалистическая Республика, но этого не было сделано. 25 февраля 1992 года был принят Закон об изменении названия республики. С тех пор официальное название - Республика Башкортостан.